# Zaurozuch
Saurosuchus ("jaszczurka-krokodyl") jest nazwą rodzajową drapieżnego archozaura, żyjącego pod koniec triasu (karnik, około 227-221 milionów lat temu).
Jego szczątki, na które składały się czaszka oraz fragmenty szkieletu, zostały odkryte w formacji Ischigualasto w argentyńskiej prowincji San Juan.
Był to prawdopodobnie największy drapieżnik swoich czasów. Jego długość wynosiła 6-7 metrów, przy  masie ciała 1-2 ton. Czaszka mierzyła około metra i wyposażona była w zestaw potężnych zębów przystosowanych do cięcia mięsa. Kończyny, tak jak u form spokrewnionych z nim, ustawione były pionowo. Wskazuje się, że takie cechy, jak wydłużenie kości kulszowej oraz udowej, a przede wszystkim pneumatyczny charakter kręgów, wskazują, że było to zwierzę bardziej aktywne i rozwinięte, niż tacy jego krewni, jak Prestosuchus, czy Rauisuchus. Mimo to, jego budowa wskazuje na to, że nie był biegaczem na tyle aktywnym, by ścigać swe ofiary. Prawdopodobnie polował z zasadzki, jak czynią to krokodyle. Żywił się prawdopodobnie dicynodontami z rodziny Kannemeyeriidae.